# Premio Gruber a los Derechos de las Mujeres
El Premio Gruber a los Derechos de las Mujeres, establecido en 2003, fue uno de los cinco premios internacionales por un valor de USD 500 000 dólares que otorgaba la Fundación Peter y Patricia Gruber, una organización estadounidense sin fines de lucro.
El Premio a los Derechos de las Mujeres de la Fundación Gruber era otorgado a un individuo o grupo, que hubiera realizado importantes contribuciones, a menudo bajo grandes riesgos personales o profesionales, a la promoción de los derechos de las mujeres y las niñas en cualquier área y a promover la conciencia pública de la necesidad de la igualdad de género para lograr un mundo más justo. Los beneficiarios eran seleccionados por un distinguido panel internacional de expertos y activistas en Derechos de la mujer a partir de las nominaciones que se recibían de todo el mundo.
La Fundación honró y alentó la excelencia educativa, la justicia social y los logros científicos que mejoran la condición humana.
En 2011, el Premio a los Derechos de las Mujeres fue descontinuado.

## Galardonados
2003
- Navanethem Pillay: jueza sudafricana, antes jueza de la Corte Penal Internacional, y desde el año 2008, Alta Comisionada de la ONU para los Derechos Humanos.
- Pro-Femmes Twese Hamwe: organización de Ruanda.[2]

2004
- Sakena Yacoobi: fundador del Instituto Afgano de Aprendizaje.
- Instituto Afgano de Aprendizaje

2005
- Shan Women's Action Network
- Liga de Mujeres de Burma

2006
- Unión Nacional de Mujeres Guatemaltecas: organización de mujeres en Guatemala.
- Julie Ub por Sweatshop Watch: organización de California, Estados Unidos.
- Cecilia Medina Quiroga: abogada chilena, en ese entonces jueza de la Corte Interamericana de Derechos Humanos.

2007
- Pinar Ilkkaracan de Estambul, Turquía, y las dos organizaciones que ayudó a establecer: Women for Women’s Human Rights – New Ways (WWHR) y la Coalition for Sexual and Bodily Rights in Muslim Societies (CSBR).

2008
- Yanar Mohammed, cofundadora de la Organización de Mujeres por la Libertad en Irak, que se ha convertido en el punto focal para los derechos de las mujeres en el activismo de Irak.
- Sapana Pradhan Malla, líder en la obtención de las reformas legales en la protección de los derechos fundamentales reproductivos y de propiedad de las mujeres en Nepal, y presidenta del Foro de las Mujeres, Ley y Desarrollo.
- Dr. Nadera Shalhoub-Kevorkian, líder feminista, terapeuta y activista, que ha trabajado para poner fin a la violencia doméstica contra las mujeres palestinas, en particular lo que han sido denominados como los asesinatos de honor; residente de Israel, ha entrenado a mujeres activistas en Cisjordania y la Franja de Gaza y estableció una línea directa para informar de abusos.

2009
- Leymah Gbowee, director ejecutivo de Women Peace and Security Network Africa, que promovió el fin de la guerra civil en Liberia y en lograr que los grupos de mujeres fueran representadas en las negociaciones y la desmilitarización de los esfuerzos.
- Centro Jurídico de Mujeres (Women's Legal Centre, WLC), estudio legal sin fines de lucro basado en Sudáfrica, que busca lograr la igualdad para las mujeres, particularmente de las mujeres negras.

2010
- El Centro de Derechos Reproductivos y CLADEM (Comité de América Latina y El Caribe para la Defensa de los Derechos de la Mujer), dos organizaciones de la ampliación y defensa de los derechos de las mujeres a través de litigios, de reforma de la ley, y educación, ayudando a promover a las mujeres los derechos sexuales y reproductivos.

2011
- AVEGA Agahozo fue fundada por los sobrevivientes del Genocidio de Ruanda de 1994. La organización busca mejorar la vida de sus miembros sobrevivientes (en su mayoría viudas) a través del mejoramiento del acceso a la salud, de las oportunidades de vivienda, de la educación, de la capacitación laboral y promoción.